# Gmina Janowiec Kościelny
Die Gmina Janowiec Kościelny ist eine Landgemeinde im Powiat Nidzicki der Woiwodschaft Ermland-Masuren in Polen. Ihr Sitz ist das gleichnamige Dorf Janowiec Kościelny im Powiat Nidzicki (Kreis Neidenburg).

## Geographische Lage
Die Gmina Janowiec Kościelny liegt in der südwestlichen Mitte der Woiwodschaft Ermland-Masuren. Durch das heutige Gemeindegebiet verlief vor 1945 die deutsch-polnische Staatsgrenze, weshalb einige heutige Orte noch eine deutsche Geschichte haben. Südlich und östlich der Gemeinde befindet sich heute die innerpolnische Grenze zur Woiwodschaft Masowien.

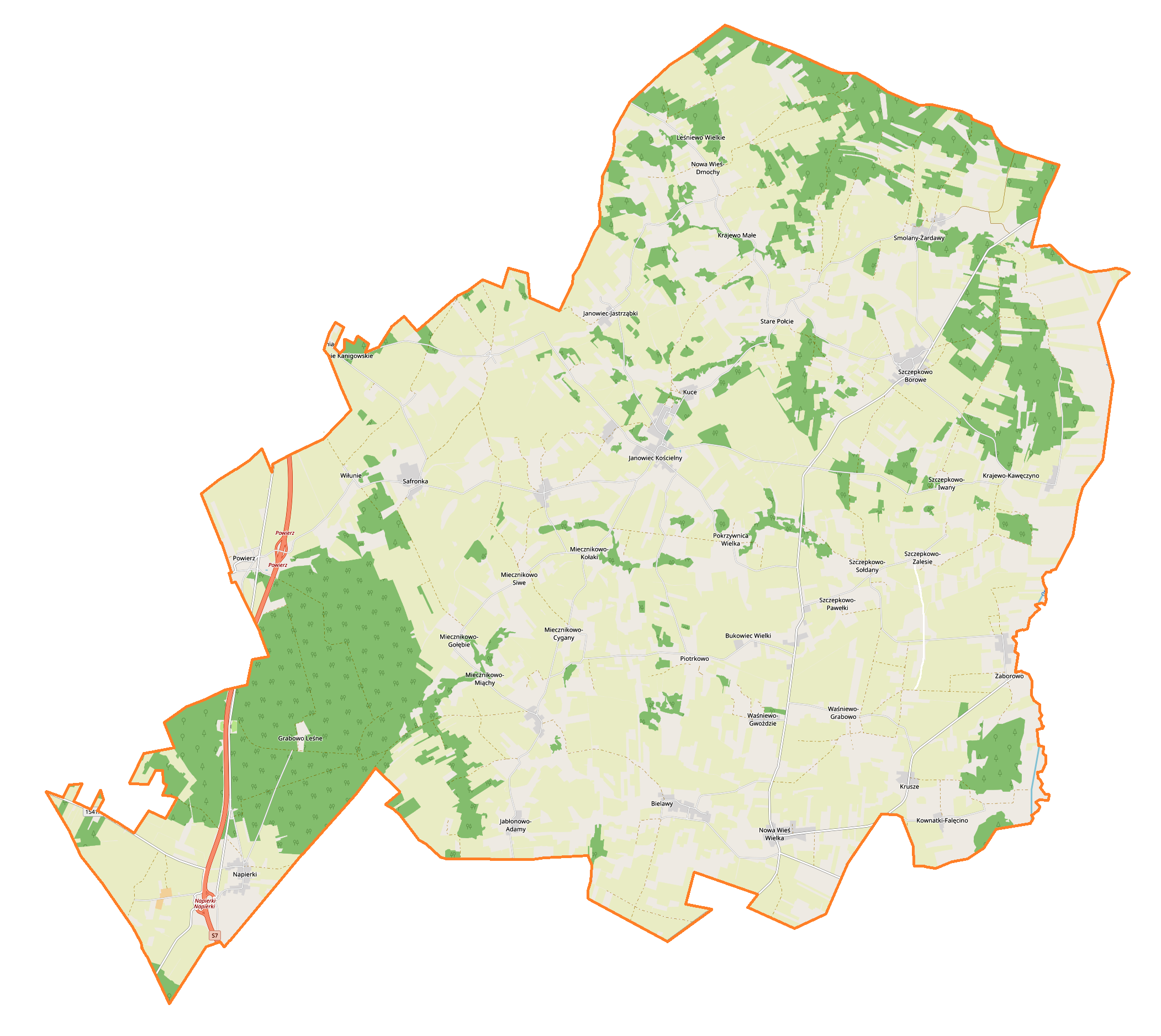
Ortsplan der Gmina Janowiec Kościelny (Zum Vergrößern anklicken!)

## Nachbargemeinden
Nachbargemeinden sind:
- im Powiat Nidzicki (Kreis Neidenburg):
  - die Stadt- und Landgemeinde Gmina Nidzica (Neidenburg) sowie die Landgemeinden Janowo und Kozłowo ((Groß) Koslau, 1938 bis 1945 Großkosel)
- im Powiat Działdowski (Kreis Soldau):
  - die Landgemeinde Iłowo-Osada (Illowo)
- im Powiat Mławski in der Woiwodschaft Masowien:
  - die Landgemeinden Dzierzgowo und Wieczfnia Kościelna.

## Gemeindefläche
Das Gebiet der Gemeinde umfasst 136,25 km², was 14,18 % der Gesamtfläche des Powiat Nizicki entspricht. 73 % der Gemeindefläche werden landwirtschaftlich, 15 % forstwirtschaftlich genutzt.

## Gliederung
Zur Landgemeinde Janowiec Kościelny gehören folgende Dörfer (deutsche Namen bis 1945) mit einem Schulzenamt (polnisch Sołectwo):
- Bielawy
- Bukowiec Wielki
- Górowo-Trząski
- Janowiec Kościelny
- Jabłonowo-Dyby
- Janowiec-Leśniki
- Janowiec-Jastrząbki
- Kuce
- Krusze
- Miecznikowo-Cygany
- Miecznikowo-Gołębie
- Miecznikowo-Kołaki
- Młode Połcie
- Napierki (Napierken, 1938–1945: Wetzhausen (Ostpr.))
- Nowa Wieś Dmochy
- Nowa Wieś Wielka
- Piotrkowo
- Pokrzywnica Wielka
- Powierz (Powiersen, 1938–1945: Waldbeek)
- Safronka (Saffronken)
- Smolany-Żardawy
- Stare Połcie
- Szczepkowo-Borowe
- Szczepkowo-Iwany
- Szczepkowo-Pawełki
- Szczepkowo-Zalesie
- Waśniewo-Grabowo
- Waśniewo-Gwoździe
- Zabłocie Kanigowskie (Sablotschen, 1938–1945: Winrichsrode)
- Zaborowo

Weitere Ortschaften der Gemeinde sind:
- Gniadki (Gniadtken, 1938–1945 Grenzhof)
- Grabowo Leśne (Grabowo, 1938–1945 Hasenheide)
- Jabłonowo-Adamy
- Jabłonowo-Maćkowięta
- Janowiec Szlachecki
- Janowiec-Zdzięty
- Kownatki-Falęcino
- Krajewo Małe
- Krajewo-Kawęczyno
- Krajewo Wielkie
- Leśniewo Wielkie
- Miecznikowo-Miąchy
- Miecznikowo-Siwe
- Miecznikowo-Sowy
- Skrody
- Sołdany Wielkie
- Sowy
- Szczepkowo-Kukiełki
- Szczepkowo-Sołdany
- Szypułki-Zaskórki
- Wiłunie (Willuhnen)
- Zbyluty (Sbylutten, 1938–1945 Billau)
- Żabino-Arguły
- Żabino-Gąsiory

## Bevölkerung
Am 31. Dezember 2020 zählte die Gmina Janowiec Kościelny 3193 Einwohner.
Eine Übersicht über die Altersstruktur der Bevölkerung gibt eine Tabelle aus dem Jahre 2014.

## Verkehr
Mit den beiden Anschlussstellen Powierz (Powiersen, 1938 bis 1945 Waldbeek) und Napierki (Napierken, 1938 bis 1945 Wetzhausen (Ostpr.)) ist die Gmina Janowiec Kościelny an die Schnellstraße 7 und damit an den Fernverkehr angeschlossen. Die übrigen Orte der Gemeinde sind durch Nebenstraßen und Landwege miteinander vernetzt. Die Gemeinde verfügt über keine Anbindung an den Bahnverkehr.